# Sân bay Hassan I
Sân bay Hassan (IATA: EUN, ICAO: GMML) là một sân bay tại El Aaiún, Tây Sahara quản lý bởi Maroc. Sân bay này có hai đường cất hạ cánh rải nhựa đường.

## Các hãng hàng không và các tuyến điểm
- Air Algerie (các sân bay Tây Ban Nha) theo mùa
- Binter Canarias (Las Palmas)
- Regional Air Lines (Agadir, Las Palmas)
- Royal Air Maroc (Casablanca)